# Рибай

Рибай на схемі розділу яловичої туші

Рібай (англ. ribeye) — найвідоміший стейк у світі. Нарізається з відрубу яловичини товстий край з 6 по 12 ребер тварини. Незважаючи на те, що дослівно «рібай» розбирається на «ребро» та «око» (англ. rib «ребро» + англ. eye «око»), жодного стосунку до малюнку, котрий нібито нагадує око, назва не має. «Око», у цьому випадку, позначає центр кращої вирізки без кістки.
Відруб, з якого нарізається стейк, знаходиться на перетині 6 м'язів, котрі найменшим чином задіяні в пересуванні тварини. Все це має принципове значення для смакових якостей стейку: значна частина жирових прошарків тануть при приготуванні стейку, пом'якшуючи м'язові волокни, і м'ясо виходить надзвичайно соковитим, отримуючи неповторний витончений смак.
Класичний рібай прийнято готувати з мармурової яловичини зернового відкорму.

## Приготування

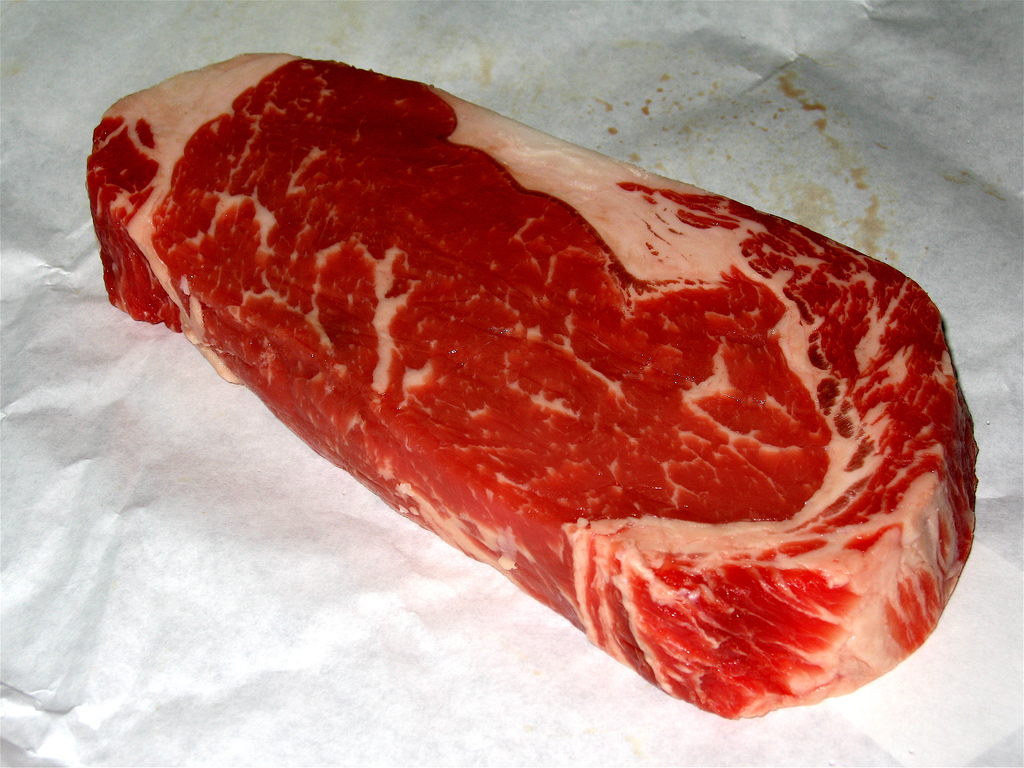
У сирому вигляді

Величезна перевага рибаю в універсальності: стейк можливо легко приготувати вдома на звичайній пательні чи засмажити на мангалі на природі. В обох випадках стейк рибай — класика самих вишуканих м'ясних страв. Перед приготуванням м'ясу обов'язково необхідно дати «подихати», щоб стейк вийшов саме таким, яким він і задумувався — ніжним та соковитим.
Стейк рибай готують у відповідності з наступним принципом: спочатку на сильному вогні до утворення скоринки, а потім — на помірному. Після приготування м'ясо накривають фольгою та дають йому «відпочити» декілька хвилин. Рекомендований ступінь просмажування для стейку рибай — середня (англ. medium)

## Варіації
Рибстейк — яловичий стейк, що відрізається від найбільш м'ясистої реберної частини яловичої туші разом із кісткою. У США термін рибай стейк вживається до рибстейку з видаленою кісткою, тим не менш у деяких куточках США та за її межами ці терміни часто є взаємозамінними. Традиційно рибай є найкращою центральною частиною від рибстейку без кістки.